# Combretum alfredii
Combretum alfredii är en tvåhjärtbladig växtart som beskrevs av Henry Fletcher Hance. Combretum alfredii ingår i släktet Combretum och familjen Combretaceae. Inga underarter finns listade i Catalogue of Life.